# 낙지 같은 여자 이야기
《낙지 같은 여자 이야기》는 1984년 9월 2일에 MBC TV에서 방영되었던 베스트셀러극장이다.

## 출연
- 이정길
- 송옥숙
- 윤문식
- 국정환
- 김용선
- 최은숙